# Komaki Kikuchi
Komaki Kikuchi (菊池小巻; Kumamoto, 22 de fevereiro de 1997) é uma esgrimista japonesa.

## Carreira
Kikuchi ganhou a medalha de ouro no evento de florete feminino por equipe nos Jogos Asiáticos de 2018, realizados em Jacarta, Indonésia. Em 2019, ela ganhou a medalha de ouro no evento de florete feminino por equipe no Campeonato Asiático de Esgrima realizado em Chiba, Japão. No mesmo ano, ela também competiu no evento de florete feminino no Campeonato Mundial de Esgrima realizado em Budapeste, Hungria. Ela foi eliminada em sua primeira partida por Julia Walczyk da Polônia.
Nos Jogos Olímpicos de Verão de 2024, em Paris, conquistou a medalha de bronze na disputa de florete por equipes ao lado de Sera Azuma, Yuka Ueno e Karin Miyawaki.